# Svartgöl (Långasjö socken, Småland, 626586-147497)
Svartgöl är en sjö i Emmaboda kommun i Småland och ingår i Nättrabyåns huvudavrinningsområde.